# Erra-imitti
Erra-imittī was ca. 1870-1863 v.Chr. koning van Isin, de 9e koning van de eerste dynastie van Isin.

## Jaarnamen
Hem wordt gewoonlijk een regering van 9 jaar toegerekend, maar de publicatie van een huwelijkscontract (tablet IM 201688) in 2020 heeft een tiende jaarnaam opgeleverd. De bekende jaarnamen zijn: 
1. Jaar dat Erra-imittī koning werd

a. Jaar dat (Erra-imittī) rechtvaardigheid vestigde (in het land)

b. Jaar waarin (Erra-imittī) Nippur zijn rechtmatige plaats teruggaf

c. Jaar na het jaar waarin (Erra-imittī) Nippur zijn rechtmatige plaats teruggaf

da. Jaar waarin Erra-imittī Kisurra innam

db. Jaar waarin Kisurra verwoest werd

ea. Jaar waarin de stadsmuur van Kazallu vernietigd werd

f. Jaar waarin (Erra-imittī) de stadmuur van ‘gan-x-Erra-imittī’ bouwde.

De nieuwe jaarnaam luidt:
x. Jaar waarin Erra-imittī vier grote koperen leeuwen voor hem op de ziggoerat vervaardigde
Waarschijnlijk hoort dat jaar tussen de jaren c. en da. omdat de koning eerst de goden goed wilde stemmen alvorens op te trekken tegen Kisurra en Kazallu.
Er zijn echter aanwijzingen dat er in deze tijd soms meer dan een naam aan een jaar gehecht werd, hoewel er maar een officieel was.

## Zijn bewind
Hoe dat ook zij, Erra-imittis jaarnamen zijn vrij opmerkelijk voor een koning van Isin. De meeste verwijzen naar cultische gebeurtenissen, wat gewoonlijk erop wijst dat de koningen op het militaire vlak niet al te succesvol waren. Erra-imitti trok daarentegen duidelijk tegen Sumu-El van Larsa ten strijde om verloren grondgebied terug te winnen. Zelf was hij waarschijnlijk een usurpator. De term "eerste dynastie van Isin" moet wat dat betreft met een korreltje zout genomen worden. De vorsten waren niet altijd aan hun voorgangers verwant. Dit geldt ook voor Erra-imittis opvolgers. Zijn regering kwam waarschijnlijk tot een abrupt en voortijdig einde en er volgde een periode van verwarring. Er waren twee kortstondige opvolgers waarvan niet meer dan de namen bekend zijn (Sumu-abum en Ikūn-pī-Ištar) voordat Enlil-bāni de rust weer wist te herstellen. Over de interne politieke verwikkelingen is niets bekend.